# Rizartrosi

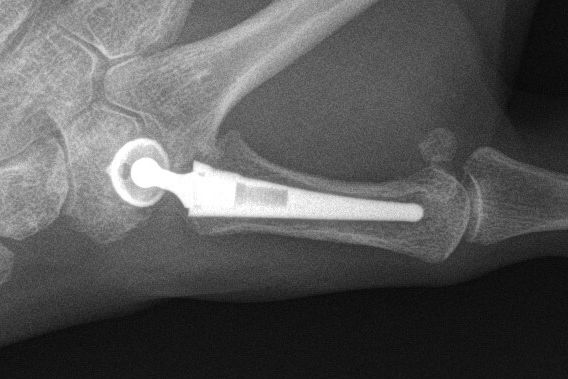
Radiografia que mostra una artroplàstia trapezometacarpiana.

La rizartrosi o artrosi trapezometacarpiana és l'artrosi de l'articulació de l'os trapezi del canell i l'os metacarpià del polze. Aquesta és una de les articulacions on la majoria dels humans desenvolupen artrosi amb l'edat, i té relació amb el sobresforç d'agafar fent força amb la mà.
El símptoma principal és el dolor, especialment en agafar i fer la pinça amb el polze. Aquest dolor sovint es descriu com a debilitat, però la veritable debilitat no forma part d'aquesta malaltia. La gent també pot notar un canvi en la forma del polze (una deformitat a nivell de l'articulació) i dificultat en l'abducció del dit (separar-lo de la mà).
A part dels tractaments conservadors (antiàlgics, repòs articular, etc) en alguns casos pot estar indicat el tractament quirúrgic, com la trapeziectomia (una exèresi del trapezi) i l'artroplàstia (amb col·locació d'un implant).